# Rue Aleksandar-Vojinovića
La rue Aleksandar Vojinovića (en serbe cyrillique : Александра Војиновића) est une voie de Belgrade, la capitale de la Serbie.

## Situation et accès
Située dans la municipalité urbaine de Rakovica, la rue Aleksandra Vojinovića prend naissance au niveau de la rue 13. oktobra dont elle constitue le prolongement. Elle s'oriente d'abord vers le sud-ouest puis oblique vers le sud puis le sud-est avant de rejoindre la rue Ljubiše Jovanovića ; elle longe ensuite une voie ferrée avant de se terminer en impasse.
Transports
La gare de Resnik, qui fait partie du réseau express régional Beovoz, est située au no 78 de la rue. On peut y emprunter les lignes 2 (Ripanj - Resnik - Rakovica - Pančevo - Vojlovica), 3 (Stara Pazova - Batajnica - Beograd Centar - Rakovic - Resnik - Ripanj) et 5 (Nova Pazova - Batajnica - Beograd Centar - Rakovica - Resnik - Mladenovac). La gare est desservie par trois lignes de bus de la société GSP Beograd passant dans la rue, soit les lignes 47 (Slavija – Gare de Resnik), 503 (Voždovac – Gare de Resnik) et 504 (Miljakovac III – Gare de Resnik).

## Origine du nom
Elle est nommée en l'honneur du roi Othon Ier de Grèce et de son épouse la reine Amélie d'Oldenbourg.